# Alpha (groupe)
Pour les articles homonymes, voir Alpha (homonymie).
Alpha est un groupe de trip hop britannique composé de Corin Dingley et Andy Jenks. Au milieu des années 1990, leur carrière débute à Bristol, la ville musicale du moment, avec des artistes comme Massive Attack, Roni Size, Portishead, Tricky et Smith & Mighty.
En 1997 c'est sur le label de Massive Attack, Melankolic, qu'Alpha enregistre son premier album, Come from heaven.

## Discographie

### Singles
- 1997 : Sometime Later
- 1998 : Slim
- 2001 : South
- 2003 : Elvis